# تریامترن اچ
تریامترن اچ (به انگلیسی: TRIAMTERENE-H)
نام تجاری: دیازید
رده درمانی: مدر
اشکال دارویی: قرص

## مکانیسم اثر
این دارو ترکیب دو داروی مدر تریامترن و هیدروکلرتیازید می‌باشد که یکی دفع‌کننده سدیم و دیگری نگهدارنده پتاسیم می‌باشد و با اثر بر نفرونهای کلیه موجب افزایش ادرار و کاهش فشار خون می‌شود.

## موارد مصرف
در درمان زیادی فشارخون (به‌ویژه در مواردی که نیاز به یک مدر نگهدارنده پتاسیم باشد) و همچنین در درمان کمی پتاسیم خون ناشی از مصرف داروهای مدر در افراد مبتلا به زیادی فشارخون. برای اختلالات معده بیشتر استفاده می‌شود و این ترکیب دارویی به‌عنوان داروی کمکی در کنترل حالات خیزدار (مانند نارسایی احتقانی قلب، سیروز کبدی، سندرم نفروتیک، خیز ناشی از کورتیکوستروئیدها و ادم با علت نامشخص) مصرف می‌شود.

## متابولیسم دارو
تریامترن بسرعت ولی ناقص از مجرای گوارش جذب می‌شود،(۷۰-۳۰ %). پیوند تریامترن به پروتئین متوسط است و متابولیسم آن کبدی است. نیمه عمر تریامترن در افراد با کلیه سالم، ۱۲۰ - ۹۰ دقیقه و در نارسایی کلیه ۱۰ ساعت می‌باشد. زمان لازم برای شروع اثر دارو به‌عنوان مدر ۴ - ۲ ساعت و زمان لازم برای رسیدن به اوج غلظت تریامترن، ۴ - ۲ ساعت است. زمان لازم برای رسیدن به اوج اثر با مصرف مقادیر متعدد یک یا چند روز است. طول اثر تریامترن ۹ - ۷ ساعت می‌باشد. تریامترن به‌طور عمده از طریق صفرا دفع می‌شود.

## عوارض جانبی
اختلالات گوارشی، خشکی‌دهان، بثورات جلدی، کاهش مختصر درفشارخون، افزایش پتاسیم خون و حساسیت به نور با مصرف تریامترن گزارش شده‌است.اختلالات کلیوی

## تداخلات دارویی
تریامترن اچ در کل تداخلات دارویی زیادی ندارد و مهمترین تداخلات آن با داروهای زیر میباشد:
- لیتیوم ( سطح سرمی آن با مصرف تریامترن اچ افزایش میابد.)
- ایندومتاسین
- داروهی مهارکننده ACE ( از جمله کاپتوپریل، انالاپریل و ... )
- داروهای مدر نگهدارنده پتاسیم